# Theridion yani
Theridion yani là một loài nhện trong họ Theridiidae.
Loài này thuộc chi Theridion. Theridion yani được Chuandian Zhu miêu tả năm 1998.